# إيت فابر
إيت فابر (1894 – 19 مارس 1962) هو مبارز بالسيف هولندي راحل، مثّل بلاده في الألعاب الأولمبية الصيفية 1936.

## روابط خارجية
إيت فابر على موقع أوليمبيديا (الإنجليزية)